# Friedrich von Haugwitz (General)
Friedrich Wilhelm von Haugwitz (* 6. August 1834 auf Schloss Logischen, Landkreis Guhrau; † 31. Mai 1912 in Wiesbaden) war ein preußischer Generalleutnant.

## Leben

### Herkunft
Friedrich war ein Sohn des preußischen Rittmeisters, Landesältesten und Herrn auf Logischen Ludwig von Haugwitz (1782–1859) und dessen Ehefrau Charlotte, geborene von Köckritz und Friedland (1792–1859).

### Militärkarriere
Nach dem Besuch der Realschule in Lübben sowie der Kadettenhäuser in Wahlstatt und Berlin wurde Haugwitz am 27. April 1852 als Sekondeleutnant dem 7. Infanterie-Regiment der Preußischen Armee überwiesen. Im März 1855 war er zur Gewehrfabrik nach Spandau kommandiert, um sich mit dem Miniégewehr vertraut zu machen. Anschließend wurde er am 1. Juli 1855 Adjutant des I. Bataillons und am 17. Juli 1859 Regimentsadjutant. Haugwitz wurde am 1. Juli 1860 zum Premierleutnant befördert und am 23. Februar 1861 als Adjutant der 19. Infanterie-Brigade kommandiert. Daran schloss sich von Ende Oktober 1862 bis Ende Juni 1864 ein Kommando als Adjutant beim Generalkommando des V. Armee-Korps an. Anschließend trat er mit der Versetzung in das Ostpreußischen Füsilier-Regiment Nr. 33 in Köln als Hauptmann und Kompaniechef in den Truppendienst zurück. Während des Krieges gegen Österreich kämpfte er 1866 bei Münchengrätz und Königgrätz.
Nach dem Krieg wurde Haugwitz am 28. Januar 1867 zur Abteilung für persönliche Angelegenheit im Kriegsministerium nach Berlin kommandiert und am 5. März 1867 unter Belassung in diesem Kommando dem Königs-Grenadier-Regiment (2. Westpreußisches) Nr. 7 aggregiert. Er avancierte Mitte Oktober 1867 zum Major, wurde dem Grenadier-Regiment „König Friedrich Wilhelm IV.“ (1. Pommersches) Nr. 2 aggregiert und am 3. Januar 1869 à la suite dieses Verband gestellt. Während der Mobilmachung anlässlich des Krieges gegen Frankreich wurde Haugwitz dem Großen Hauptquartier zugeteilt und nahm an den Kämpfen bei Gravelotte, Beaumont, Malmaison, Sedan und am Mont Valerien sowie bei der Belagerung von Paris teil.
Haugwitz nahm am 18. Januar 1871 an der Kaiserproklamation im Spiegelsaal von Versailles teil. Für sein Verhalten während des Krieges wurde er mit dem Eisernen Kreuz II. Klasse und dem Kronen-Orden II. Klasse mit Schwertern ausgezeichnet.
Nach dem Friedensschluss wurde er am 29. August 1871 auch Mitglied der Immediatskommission zur Beratung eines Militärstrafgesetzbuches für das neuentstandene Deutsche Reich. In Vertretung des General Albedyll begleitete er Kaiser Wilhelm I. jährlich zu dessen Kuren nach Wiesbaden, Bad Ems und Bad Gastein. Am 22. März 1873 wurde er unter Belassung in seinem Verhältnis zum Abteilungschef im Kriegsministerium ernannt. Als solcher hatte er am 22. März 1873 die Aufgabe den Kaiser auf seiner Reise nach Sankt Petersburg zu begleiten. Bis Ende März 1876 avancierte er zum Oberst und wurde am 21. September 1876 zum Kommandeur des Kadettenkorps ernannt. Zugleich war er Mitglied der Obermilitärstudienkommission. Am 19. Dezember 1878 erhielt er den Kronen-Orden II. Klasse mit Schwertern am Ringe. Unter Haugwitz wurde der Lehrplan mit den Realschulen erster Ordnung gleichgestellt und ab 1877 mussten die Kadetten zum Ende das Fähnrichsexamen ablegen, was bis zum Ende 1918 so bleib. Gesundheitbedingt reichte er seinen Abschied ein, der jedoch am 13. März 1879 abschlägig beschieden wurde. Stattdessen erhielt Haugwitz drei Monate Urlaub zur Wiederherstellung seiner Gesundheit. Nach seiner Rückkehr wurde er mit der Uniform des Kadettenkorps zu den Offizieren von der Armee versetzt und am 14. Oktober 1882 mit der Beförderung zum Generalmajor zum Kommandeur der 22. Infanterie-Brigade in Breslau ernannt. Am 24. Juli 1883 folgte seine Versetzung als Kommandant nach Mainz und am 10. Mai 1884 stellte man ihn mit der gesetzlichen Pension zur Disposition.
Nach seiner Verabschiedung erhielt Haugwitz am 29. Juni 1887 den Charakter als Generalleutnant und am 22. März 1897 den Stern zum Roten Adlerorden II. Klasse mit Eichenlaub. Anlässlich seines 60-jährigen Dienstjubiläums am 1. April 1912 bekam er die Erlaubnis zum Tragen der Uniform des Grenadier-Regiments „König Wilhelm I.“ (2. Westpreußisches) Nr. 7. Er starb wenig später am 31. Mai 1912 in Wiesbaden.

### Familie
Haugwitz heiratete am 28. Dezember 1866 in Liegnitz Anna von Schimonski (1843–1873). Nach ihrem Tod heiratete er am 6. November 1877 in Berlin Martha Mathilde Sophie von Haugwitz (1855–1906). Aus den Ehen gingen folgende Kinder hervor:
- Johanna (* 1867); ⚭ 1903 Ernst von Unruh (1861–1930), Regierungsrat a. D., Eltern von Adalbert von Unruh
- Friedrich Wilhelm Ludwig Ubaldo Kurt (* 1878), Regierungsrat und Reserveoffizier; ⚭ 1906 Elisabeth von Haugwitz (* 1877)
- Karl Alfred Oskar (* 1880)
- Heinrich Ernst Erich (* 1884)